# Contea di Zhaosu
La contea di Zhaosu (昭苏县S, Zhāosū XiànP) è una contea della Cina, situata nella regione autonoma di Xinjiang e amministrata dalla prefettura autonoma kazaka di Ili.